# Rebeca Ráquel
Rebeca Lizette Ráquel Obando (Tegucigalpa, Francisco Morazán, 11 de abril de 1954) es una abogada y actual presidenta de la Corte Suprema de Justicia de Honduras.

## Perfil
Fue presidenta de los juzgados en Tegucigalpa cuando se desempeñó como jueza del Poder Judicial entre los años 2001 al 2006. Además, fue directora de Educrédito entre los años 2006 al 2009 bajo el Gobierno de Manuel Zelaya.